# Wiesław Krajka
Wiesław Jan Krajka (ur. 26 stycznia 1949 w Jaszczowie) – polski filolog angielski, literaturoznawca, profesor nauk humanistycznych.

## Życiorys
W 1971 ukończył studia na Uniwersytecie Marii Curie-Skłodowskiej w Lublinie. Stopień naukowy doktora uzyskał w 1975, natomiast doktora habilitowanego w 1981 w oparciu o rozprawę pt. Kształty izolacji i etosu Conradowskich bohaterów. Tytuł naukowy profesora otrzymał 22 sierpnia 1995.
Pracę w Instytucie Anglistyki UMCS rozpoczął w 1971. Obejmował kolejno stanowiska adiunkta (1975), docenta (1981) i profesora nadzwyczajnego (1992). Od 1994 był również wykładowcą Uniwersytetu Wrocławskiego. Związał się nadto z Instytutem Filologii Obcych na Wydziale Humanistycznym Uniwersytetu Jana Kochanowskiego w Kielcach.
W 1977 odbył staż w Bostonie. Jako profesor wizytujący przebywał na University of Minnesota (1989), University of Rochester (1997) i University of Illinois at Chicago (1997–1998).
Specjalizuje się w literaturze XIX-XX w. Prowadzi badania dotyczące Josepha Conrada i polskich kontekstów jego twórczości. Został członkiem Polskiego Towarzystwa Conradowskiego. Był redaktorem naczelnym serii „Conrad: Eastern and Western Perspectives” (1992, 1993, 1994, 1995).

## Odznaczenia
W 2009, za wybitne zasługi w pracy naukowo-badawczej i organizacyjnej, został odznaczony Krzyżem Kawalerskim Orderu Odrodzenia Polski.

## Wybrane publikacje
- Angielska baśń literacka epoki wiktoriańskiej, Warszawa 1981
- Kształty izolacji i etosu Conradowskich bohaterów, Lublin 1981
- Izolacja i etos. Studium o twórczości Josepha Conrada, Wrocław 1988
- Joseph Conrad. Konteksty kulturowe, Lublin 1995
- Conrad a Polska, red. nauk. W. Krajka, Lublin 2011
- Polskość i europejskość w Josepha Conrada wizjach historii, polityki i etyki, red. nauk. W. Krajka, Lublin 2013